# Julius Goebel (Fotograf)

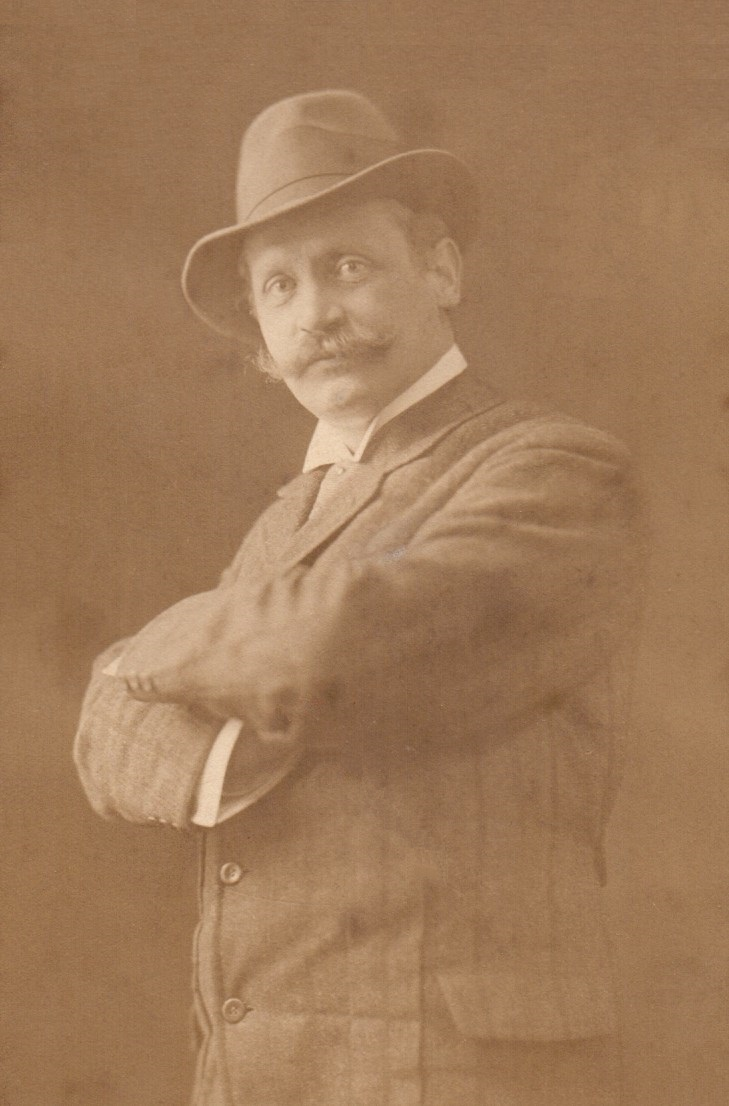
Julius Goebel, Selbstporträt um 1907

Julius Goebel (* 29. Oktober 1863 in Bad Ems; † 13. Januar 1947 in Schönborn) war ein deutscher Fotograf.

## Leben
Laut dem Revers einer Fotografie um 1900 wurde Julius Goebel zum Hoffotografen des Herzogs von Anhalt sowie des preußischen Prinzen Georg von Preußen ernannt. Er erhielt mehrere Auszeichnungen für seine fotografischen Arbeiten während verschiedener Ausstellungen: 1888 in Lübeck, 1889 in Köln, 1896 in Braunschweig sowie 1899 in Stuttgart. Um 1900 betrieb Goebel ein Atelier im Haus Vichy in Bad Ems, in der dortigen Bahnhofstraße.
Julius Goebel betrieb auch Dokumentarfotografie und tätigte Landschafts- und Architektur-Aufnahmen, die er teilweise als sogenannte „Echtfotografie“ im Ansichtskartenformat vervielfältigte, wobei diese zeitweilig auf der zu beschreibenden Seite mit einem einfachen Stempel „Julius Goebel, Hoffotograf, Bad Ems“ auf den Urheber hinwiesen.
1892 wurde Julius Goebels Sohn Karl geboren. Zu Beginn des Ersten Weltkrieges wurden Karl und sein Bruder Erich als Soldaten an die Front gegen Frankreich eingezogen. Ein Foto ihres Vaters aus dieser Zeit findet sich heute im Stadtmuseums Bad Ems.

## Galerie

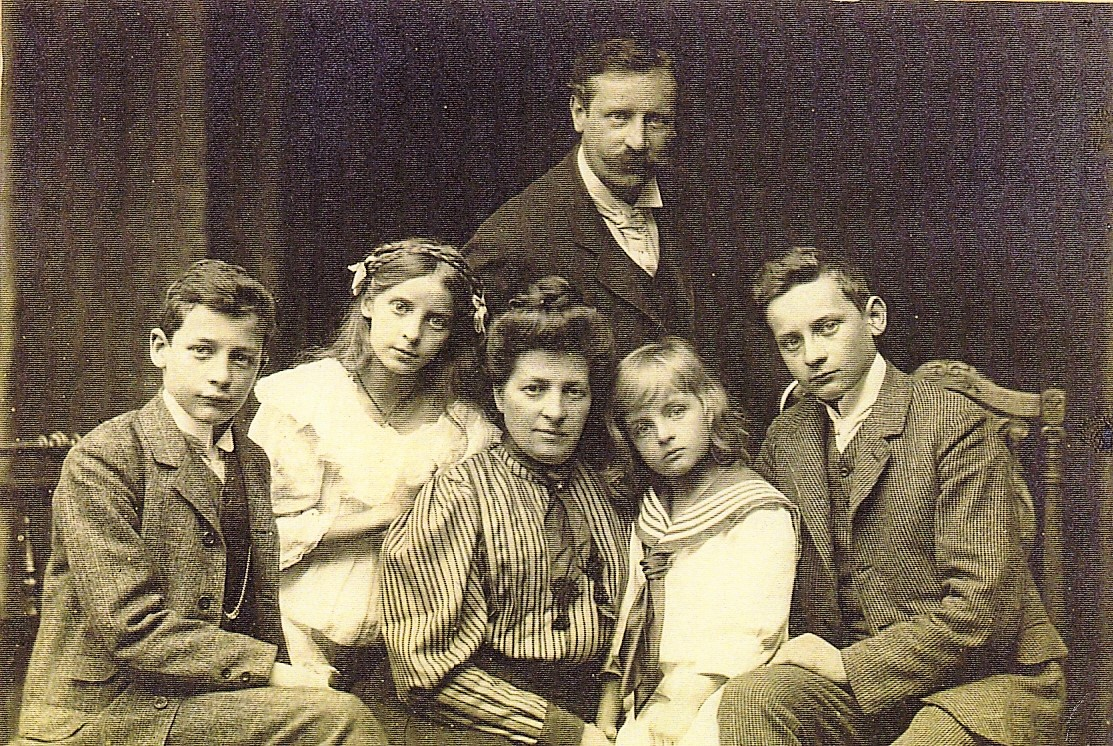
Familienfoto
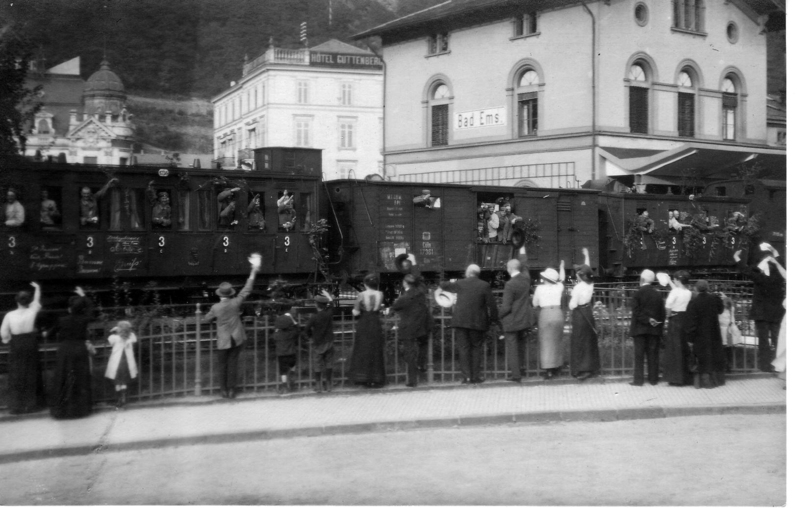
In den Ersten Weltkrieg eingezogene Soldaten bei der Abfahrt aus Bad Ems, 1914
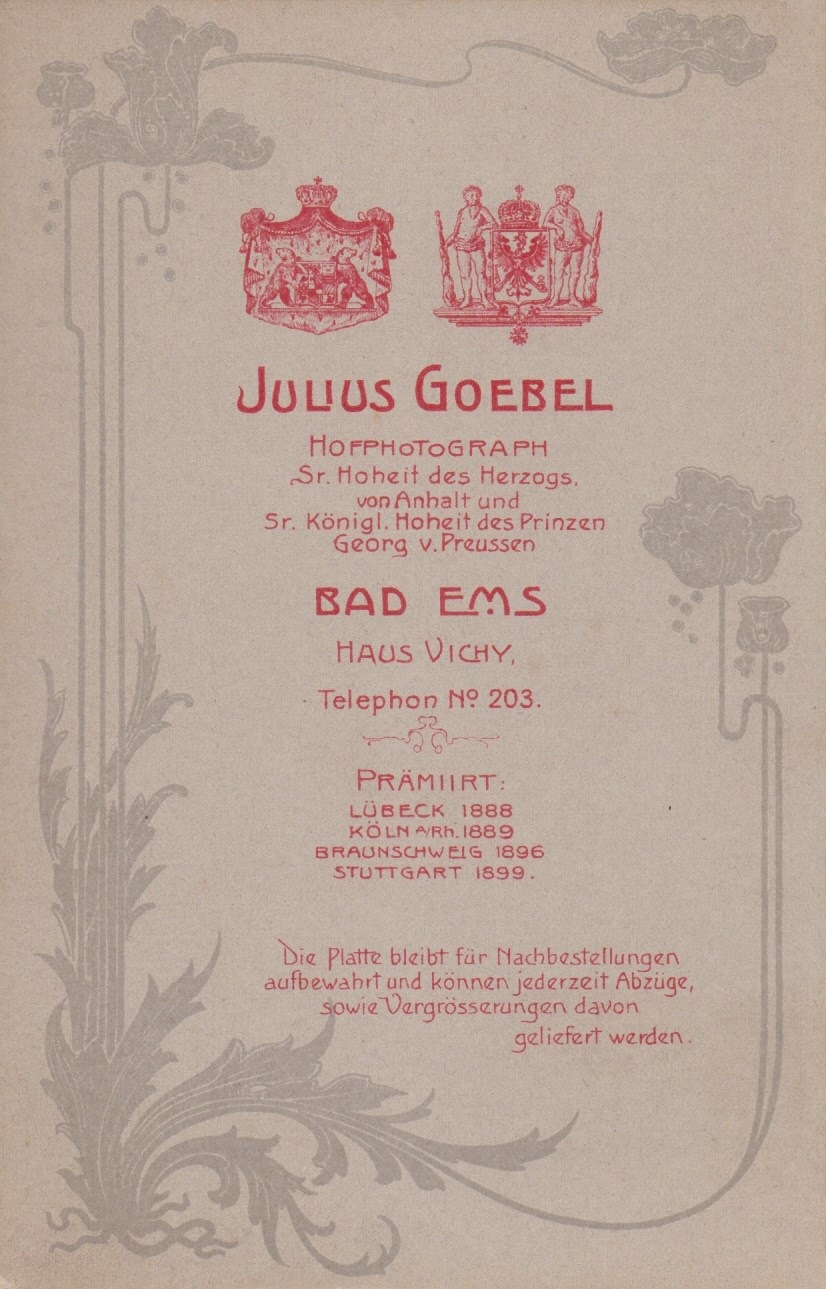
Revers eines Karton-Vordrucks, Lithografie im Jugendstil, um 1900
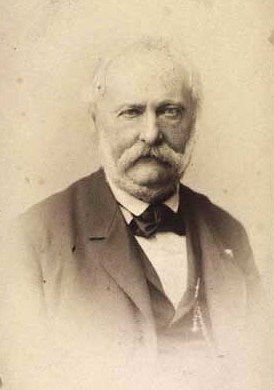
Der dänische Kammerherr Georg Grüner (1817–1890)
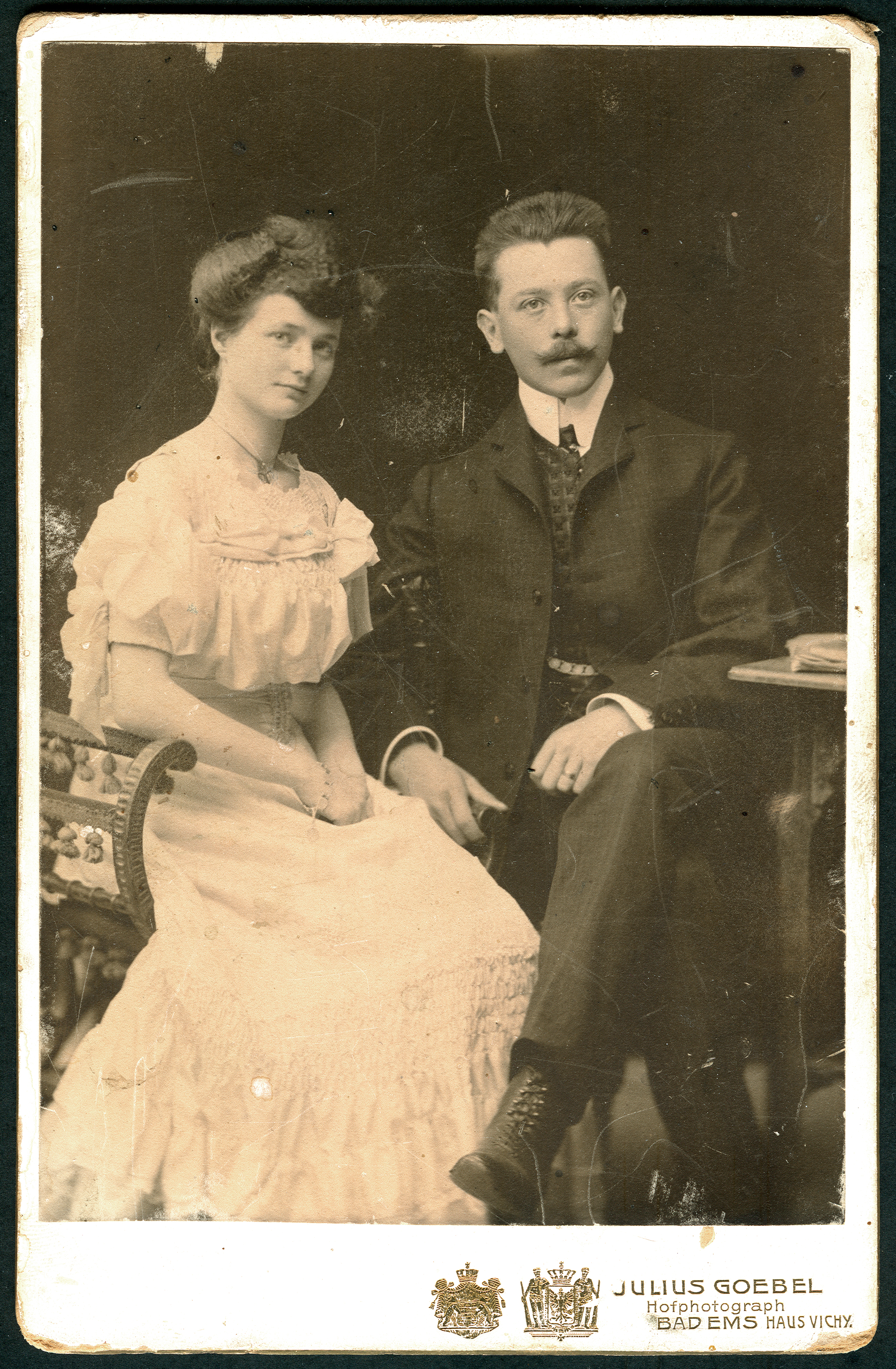
Atelier-Aufnahme eines Paares
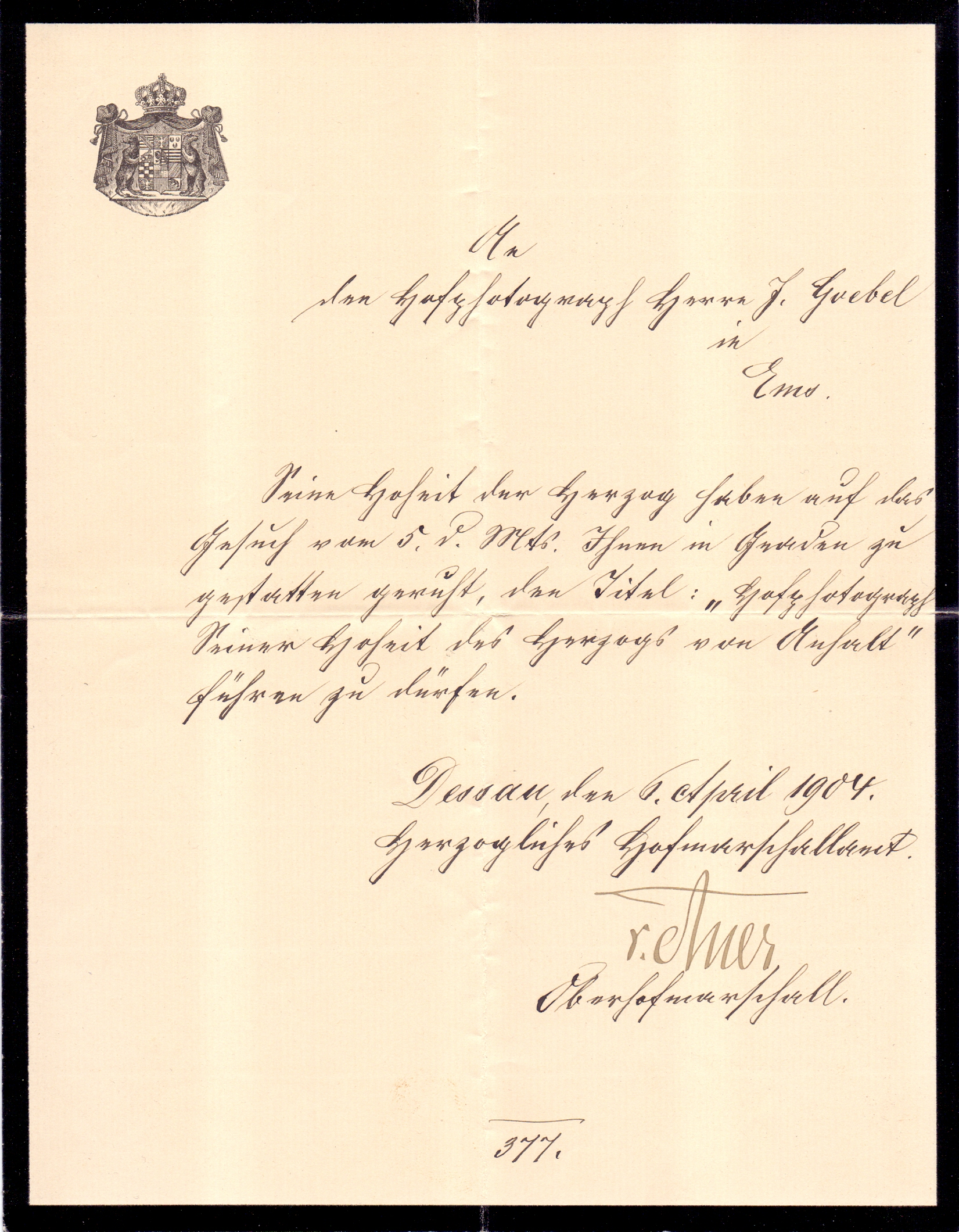
Ernennungsurkunde des Herzoglichen Hofmarschallamtes zum Hofphotographen von 1904